# YouTube Award
De YouTube Awards was een prijs die in 2007 en 2008 werd toegekend aan een aantal filmmakers die hun film op het platform YouTube hadden geplaatst.
Er werd per categorie één prijs uitgereikt. De voorselectie werd gedaan door de werknemers van YouTube. Hierna bepaalden de bezoekers van de website door middel van een stemming wie de winnaars zijn.
De winnaars van een bepaald jaar hebben het betreffende filmpje altijd het jaar ervoor geüpload.

## Winnaars van 2007
| Categorie            | Winnende inzending                          | User             |
| -------------------- | ------------------------------------------- | ---------------- |
| Adorable             | "Kiwi"                                      | Madyeti47        |
| Comedy               | "Smosh Short 2: Stranded"                   | smosh            |
| Commentary           | "Hotness Prevails/Worst Video Ever"         | thewinekone      |
| Creative             | "Here It Goes Again"                        | OkGo             |
| Inspirational        | "Free Hugs Campaign"                        | PeaceOnEarth123  |
| Musician of the Year | "Say It's Possible"                         | terranaomi       |
| Series               | "Ask A Ninja Question 1 "Ninja Mart Store"" | digitalfilmmaker |

## Winnaars van 2008
| Categorie     | Winnende inzending                                           | User                 |
| ------------- | ------------------------------------------------------------ | -------------------- |
| Adorable      | "Laughing Baby"                                              | gsager1234           |
| Comedy        | "Potter Puppet Pals in "The Mysterious Ticking Noise"        | NeilCicierega        |
| Commentary    | "LonelyGirl15 is Dead!"                                      | WHATTHEBUCKSHOW      |
| Creative      | "The Original Human TETRIS Performance by Guillaume Reymond" | notsonoisy           |
| Eyewitness    | "Battle at Kruger"                                           | Jason275             |
| Inspirational | "Blind Painter"                                              | texascountryreporter |
| Instructional | "How to solve a Rubik's Cube (Part One)"                     | pogobat              |
| Music         | "Chocolate Rain"                                             | TayZonday/Tay Zonday |
| Politics      | "Stop the Clash of Civilizations"                            | AvaazOrg             |
| Series        | "The Guild - Episode 1: Wake-Up Call"                        | watchtheguild        |
| Short Film    | "my name is lisa"                                            | sheltonfilms         |
| Sports        | "balloon bowl"                                               | davetheknave         |